# Joe Harris (mathématicien)
Pour les articles homonymes, voir Joe Harris.
Joseph Daniel Harris (né en 1951), connu sous le nom de Joe Harris, est un mathématicien américain, spécialiste en géométrie algébrique.

## Biographie
Après un Ph.D. en 1978 à Harvard, dirigé par Phillip Griffiths, Harris a été Moore Instructor au MIT puis professeur à l'université Brown et, à partir de la fin des années 1980, à Harvard. De 2002 à 2005, il a été directeur du département de mathématiques à Harvard.
Harris est connu pour plusieurs manuels de géométrie algébrique, dont certains avec Griffiths, dans lesquels il met l'accent sur les liens avec la géométrie algébrique classique du XIXe siècle et de l'école italienne du début du XXe siècle.
En 1983, il a été orateur invité au Congrès international des mathématiciens à Varsovie, avec une conférence sur l'espace des modules d'une courbe algébrique (en).
Harris a dirigé de nombreuses thèses, dont celles de Dan Abramovich (de), James McKernan, Rahul Pandharipande et Ravi Vakil.

## Sélection de publications
- (en) avec Phillip Griffiths, Principles of Algebraic Geometry, Wiley, 1978 (ISBN 978-0-471-05059-9)
- (en) avec Enrico Arbarello, Maurizio Cornalba et Phillip Griffiths, Geometry of Algebraic Curves, vol. 1, Springer (ISBN 978-0-387-90997-4)
- (en) avec William Fulton, Representation Theory : A First Course [détail des éditions]
- (en) Algebraic Geometry: A First Course, Springer, coll. « GTM » (no 133), 1992 (ISBN 978-0-387-97716-4)
- (en) avec David Eisenbud, The Geometry of Schemes, Springer, coll. « GTM » (no 197), 2000, 300 p. (ISBN 978-0-387-98638-8, lire en ligne) (1e édition : Schemes – The Language of Modern Algebraic Geometry, 1992, Wadsworth and Brook/Cole)
- (en) avec Ian Morrison, Moduli of Curves, Springer, coll. « GTM » (no 187), 1998, 366 p. (ISBN 978-0-387-98438-4, lire en ligne)
- (en) avec David Eisenbud, Curves in projective space, Presses de l'université de Montréal, 1982